# 英心高等学校
英心高等学校（えいしんこうとうがっこう）は三重県伊勢市にある私立高等学校。

## 概要
蔵や町屋など江戸時代の町並みが残る河崎地区にある。
- 通信制・単位制の高等学校で全日制課程と同じく3年で卒業可能である。
- 併設の英心専門学校と技能連携を行っている。
- 他校の中途退学者の受け入れを行っており、前在籍校での在籍期間や取得単位を卒業要件として認める旨を表明している。

## 交通
- JR参宮線・近鉄山田線伊勢市駅から徒歩3分。八間道路沿い。

## 主な出身者
- 仲井君隆（大相撲力士・尾上部屋）
- 山村裕也（プロ野球審判員）